# Ernest Thorn

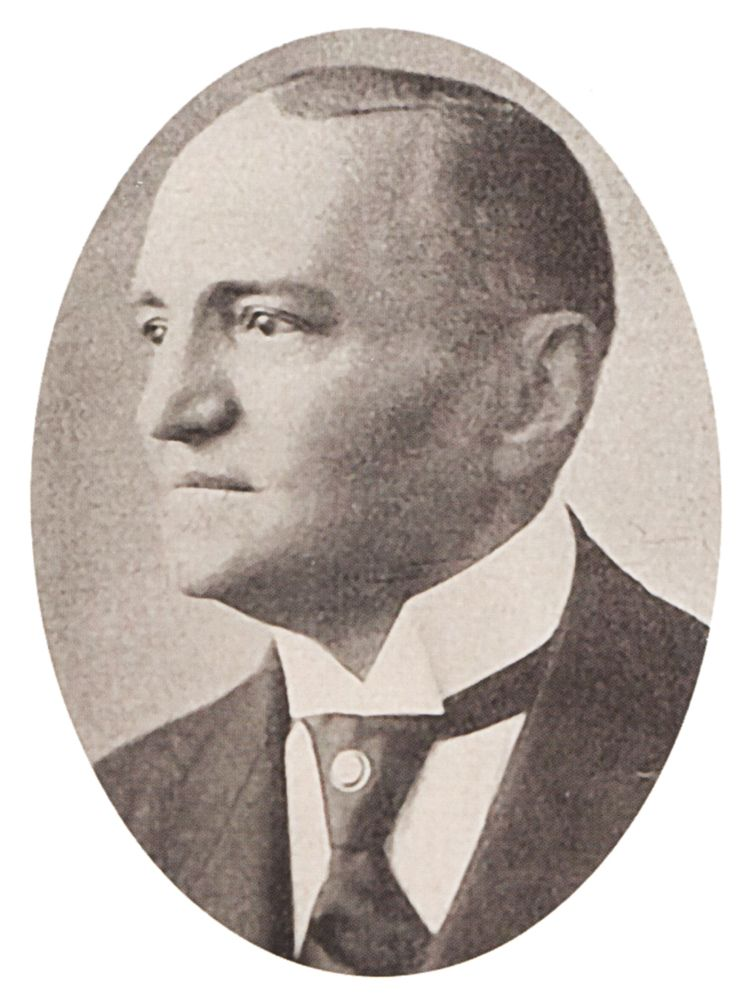
Ernest Thorn (undatiert)

Ernest Thorn, geboren Moses Abraham Thorn, (* 22. September 1853 in Jaroslau; † 21. Mai 1928 in Leipzig) war ein österreichischer Zauberkünstler.

## Leben
Thorn wuchs in der deutschsprachigen Familie des Kleinunternehmers Leo Thorn auf und besuchte das Gymnasium.
1865 sah Thorn eine Vorstellung Professor St. Romans, worauf Thorn sich Zauberapparate baute und sie mit Erfolg seinen Schulfreunden vorführte. Er verließ heimlich das Gymnasium und das Elternhaus und reiste dem Zauberkünstler nach. In Wien wurde er 1867 Assistent des Zauberkünstlers Henry Smith alias Cagliostro. Er machte sich dann selbständig und ging auf Reisen, wobei er seine Auftritte selbst organisierte. Um 1870 kam er nach Berlin und wurde Assistent Bellachinis, der Thorn zu einem erstklassigen Zauberkünstler entwickelte.
Um 1875 unternahm Thorn eigene Tourneen. Er trat in Konstantinopel, Ägypten und Indien auf. Ende der 1870er Jahre gründete er mit seinem Bruder Heinrich (1857–1943) alias Henry Darvin das Unternehmen Thorn & Darvin mit eigener Zauberschau, in der Henry als Assistent meist im Hintergrund wirkte. Sie traten in Sydney auf und reisten über Hawaii nach San Francisco zu ihrer ersten USA-Tournee. 1882 wurde Henry Thorn US-Staatsbürger. Es folgten Tourneen in Rumänien, Serbien, Bulgarien, der Türkei mit einem Auftritt vor Abdülhamid II. im Yıldız-Palast, Griechenland und Ägypten.
Nach einer weiteren USA-Tournee blieb Henry Thorn um 1890 in den USA und heiratete 1906 Laura Cubitt. Ernest Thorn ging nach Konstantinopel und blieb dort zwei Jahre. Er lernte dort Julie Zücker kennen, die er wenige Jahre später heiratete und die seine Managerin und Assistentin wurde. Nach Auftritten in Wien und mehrjährigem Aufenthalt in Budapest und Lemberg, wo er Direktor des Colosseum Lemberg war, folgte 1904 eine Tournee mit neuer Show nach London, Kopenhagen und Stockholm. Ab 1908 nannte er sich Chevalier Ernest Thorn. 1908–1910 wurden Südamerika und die USA bereist. Es folgten wieder Ägypten und Indien.

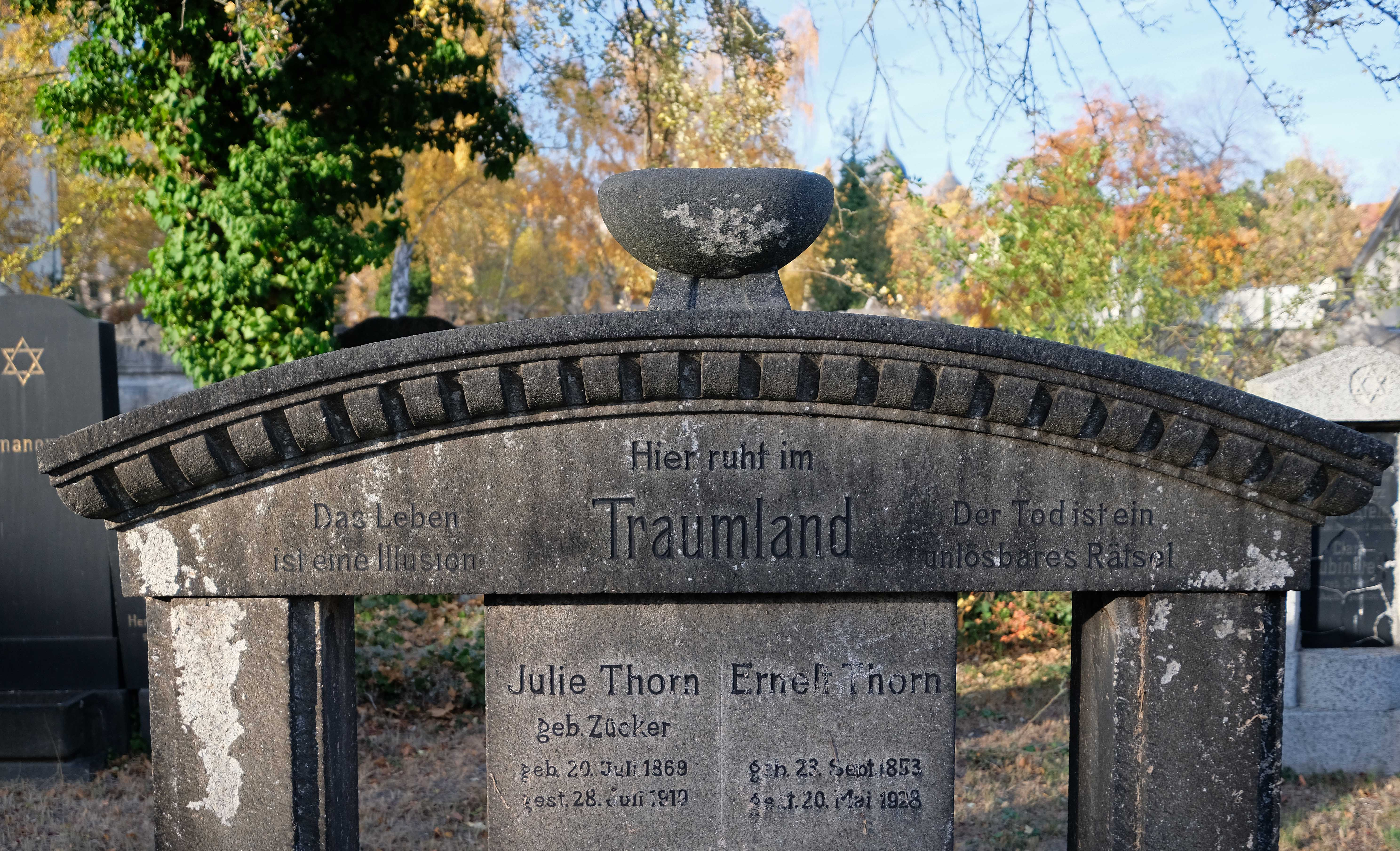
Grabstein Ernest Thorns und seiner Frau Julie (2018)

Mit Beginn des Ersten Weltkriegs ließ sich Ernest Thorn mit seiner Frau in Leipzig nieder, wohin Henry Thorn bereits 1906 als Schuhhändler gekommen war, um seine kranke Mutter zu pflegen. 1915 trat Ernest Thorn, als Cagliostro von Krakau beworben, in Wien auf. 1918 wurde Ernest Thorn Ehrenmitglied des Hamburger Magischen Zirkels, dessen Mitglied er seit 1912 war. 1919 starb seine Frau Julie, und er selbst litt an Diabetes mellitus. Durch die Inflation 1923 wurden seine Ersparnisse entwertet, so dass er  vom Verkauf von Zauberartikeln und Antiquitäten von seinen Reisen leben musste. Er starb mittellos und wurde auf dem Alten Jüdischen Friedhof in Leipzig begraben. Henry Thorn starb am 24. Januar 1943 in Leipzig im Jüdischen Altersheim der Julius-Ariowitsch-Stiftung und wurde ebenfalls auf dem Alten Jüdischen Friedhof begraben.